# Perulidia lobata
Perulidia lobata är en insektsart som beskrevs av Nielson 1992. Perulidia lobata ingår i släktet Perulidia och familjen dvärgstritar. Inga underarter finns listade i Catalogue of Life.